# Hans von Traun

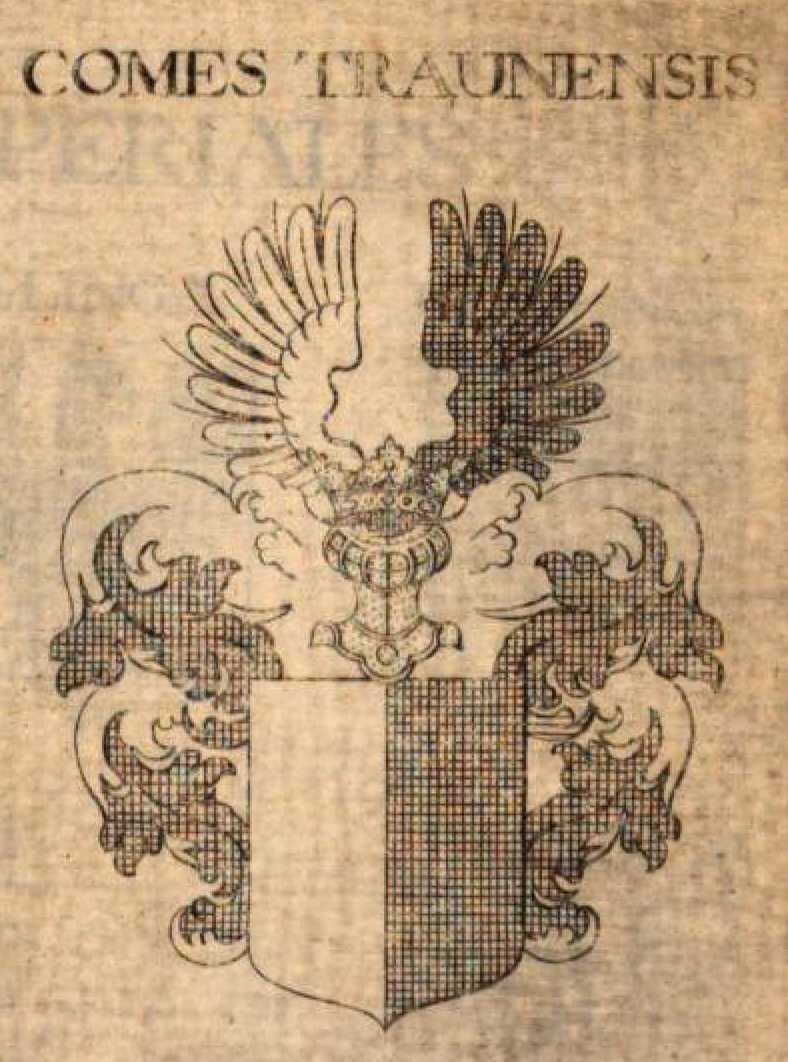
Wappen der Grafen von Traun, Wappenbuch. 2. Circulus Suevicus, ca. 1680

Hans von Traun (auch Hanns von Traun, Jans von Traun oder Johannes von Abensperg und Traun; * um 1320; † um 1370) aus der Familie Abensperg und Traun war eine der „typischen Erscheinungen des 14. Jahrhunderts, deren Kriegslust und ritterliche Abenteuersucht den verschiedensten Fahnen folgte und die entlegensten Pfade einschlug.“ Er kämpfte längere Zeit im Hundertjährigen Krieg und war von 1361 bis 1363 Landeshauptmann ob der Enns.

## Leben
Hans von Traun begann seine militärische Karriere bei Kämpfen gegen Böhmen, Bayern und Polen. Danach begab er sich in die Dienste des englischen Königs Eduard III. und dessen Sohn Edward of Woodstock, des „Schwarzen Prinzen“. Während Englands Hundertjährigem Krieg gegen Frankreich kämpfte er zunächst bei der Belagerung von Calais (1346–1347). Zurück in Österreich zog er mit Ulrich II. von Walsee gegen das Schaubergische Schloss Neuhaus an der Donau. Bei der Bestürmung von Weissenhorn (in der Nähe des Bodensees auf Schweizer Seite) wurde Hans von Traun schwerst verwundet und als vermeintlich Toter weggetragen. 1355 war er im Baltikum und bei der Belagerung der altrussischen Burg Isborsk dabei. Wieder in Frankreich wurde er als englischer Bannerträger bei der Schlacht von Poitiers (1356) berühmt. Nach Kämpfen in der oberen Bretagne übernahm er als Kriegshauptmann zehn Wochen lang die Obhut über Calais. Danach bestritt er mit dem habsburgischen Herzog Rudolf IV. mehrere Schlachten in Friaul. Im Jahr 1368 bat ihn Herzog Albrecht III. von Österreich, seinen kaiserlichen Schwiegervater Karl IV. auf der zweiten Romfahrt zu begleiten. 1369 beteiligte er sich wiederum an der Verteidigung von Calais.

## Besitzungen
Zu den Besitzungen des Hans von Traun zählten unter anderem die Burgen Traun, Eschelberg und Riedegg. Albrecht III. verpfändete ihm 1358 die Stadt Freistadt und die Burg Klingenberg.

## Familie
Die erste Gemahlin des Hans von Traun war die Witwe Elisabeth von Stadeck. Seine zweite Ehefrau Dorothea von Falkenstein gebar ihm die Söhne Leutold, Hartnit, Johann und die zwei Töchter Catharina und Margarethe, welche Peter von Losenstein heiratete. Seine Schwester Elisabeth von Traun heiratete Reinhard von Wehingen.